# Juupajärvi
Juupajärvi är en sjö i kommunen Seinäjoki i landskapet Södra Österbotten i Finland. Sjön ligger 126,7 meter över havet. Arean är 52 hektar och strandlinjen är 4,46 kilometer lång. Sjön  ingår i Kyro älvs huvudavrinningsområde.   Den ligger omkring 44 kilometer sydöst om Seinäjoki och omkring 270 kilometer norr om Helsingfors. 
I sjön finns ön Savusensaari. 